# The Belle of New Orleans
The Belle of New Orleans è un cortometraggio muto del 1912 diretto da George LeSoir, un regista proveniente dal teatro. Prodotto dalla Kalem Company, il film aveva come interpreti Tom Moore, Gene Gauntier, J.P. McGowan, Lottie Pickford.

## Trama
A New Orleans de Breard, conte decaduto e senza un soldo, è innamorato di Delaphine, figlia del ricco George Huguet. Ma lei non ricambia i suoi sentimenti anche se suo padre vorrebbe che lei sposasse il conte. De Breard prova a rinsanguare le sue finanze sul tavolo da gioco, ma le carte gli sono avverse e perde contro un misterioso sconosciuto che si era già fatto notare per le sue cospicue vincite contro altri membri del club.

Il giorno seguente, Delaphine, mentre è a cavallo, perde una collana di perle. Il vezzo è ritrovato dallo sconosciuto che glielo restituisce: il loro incontro non sarà senza conseguenze, perché i due si innamorano subito l'uno dell'altra. Presentato al padre di Delaphine, riceve da Huguet l'invito a partecipare alla Grande Fête che si terrà il giorno successivo.

Il conte de Breard si accorge subito di avere un rivale e, per vendicarsi, lo denuncia davanti a tutti gli ospiti come giocatore d'azzardo, facendolo cacciare di casa. Delaphine, che non crede all'infamante accusa, fugge con l'innamorato per andare a sposarlo senza il consenso del padre. Huguet e de Breard arriveranno troppo tardi per impedire la cerimonia. Sono accolti dalla figlia e dallo straniero, che ora rivela la sua identità annunciando che lui non è un giocatore d'azzardo, ma il conte di Charmon.

## Produzione
Il cortometraggio fu prodotto dalla Kalem Company.

## Distribuzione
Distribuito negli Stati Uniti dalla General Film Company, il film - un cortometraggio in una bobina - uscì nelle sale il 15 marzo 1912.